# Pap z chakalaką

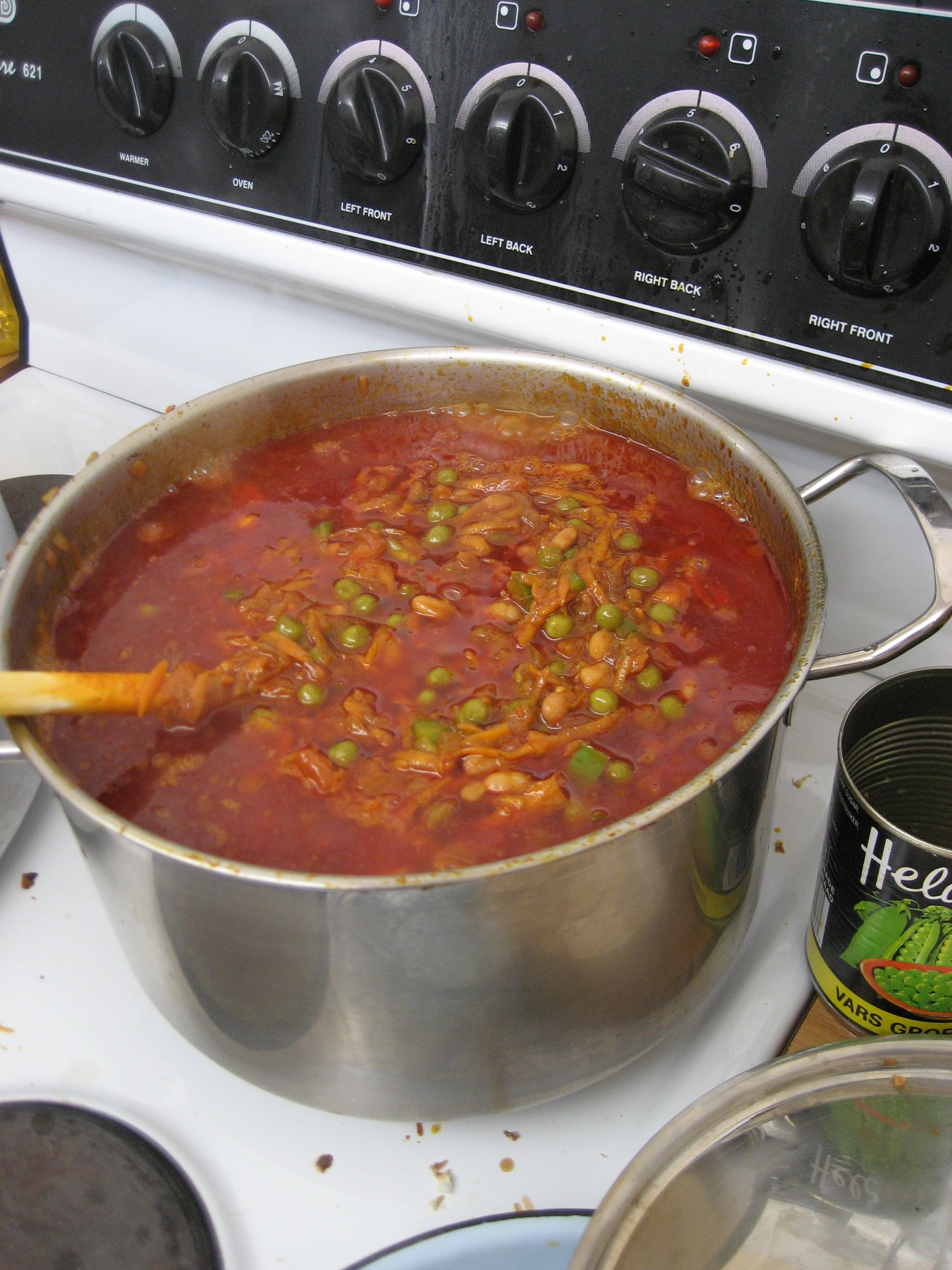
Sos chakalaka

Pap z chakalaką – ugotowana mąka kukurydziana z ostrym w smaku sosem warzywnym, spożywana na co dzień w Lesotho.
Tradycyjne danie kuchni lesotyjskiej złożone z pap-pap (inaczej papa lub pap), czyli ugotowanej w osolonej wodzie mąki kukurydzianej i gęstego sosu warzywnego o nazwie chakalaka (na bazie pomidorów, czerwonej papryki, czerwonej papryki chili, marchewki i cebuli). 
Sos chakalaka podaje się na talerzu obok kukurydzianej pap lub polewa się nim porcję pap. Sos może zostać wzbogacony groszkiem lub fasolką. W wersji niewegetariańskiej do dania serwowane są kawałki mięsa, np. kurczaka.
Sos chakalaka ma wiele odmian w zależności od regionu i rodzinnych tradycji kulinarnych. Współcześnie zamiast pap z mąki kukurydzianej z sosem może być podawany także ugotowany ryż.